# 밤 여인들의 책
《밤 여인들의 책》(영어: The Book of Night Women)은 말런 제임스의 2009년 두 번째 장편소설이다. 18세기의 노예 소녀를 주인공으로, 당대의 노예제를 조명하고 있는 소설이다.